# I Wanna Sex You Up
I Wanna Sex You Up ist ein Lied von Color Me Badd aus dem Jahr 1991, das von den Bandmitgliedern und Dr. Freeze sowohl geschrieben als auch produziert wurde. Es erschien auf dem Album C.M.B. und wurde als Soundtrack zum Film New Jack City verwendet.

## Geschichte
Im Lied möchte der Protagonist mit seiner Geliebten den Geschlechtsverkehr ausüben. Es enthält auch Samples aus den Liedern Strawberry Letter 23 von Shuggie Otis aus dem Jahr 1971, Tonight is the Night von Betty Wright aus dem Jahr 1978 und La Di Da Di von Doug E. Fresh feat. Slick Rick aus dem Jahr 1985. Die Veröffentlichung war am 7. März 1991, in Großbritannien und Neuseeland wurde die New-Jack-Swing- und R&B-Nummer ein Nummer-eins-Hit. 1992 gewann es bei den Soul Train Music Awards in den Kategorien Best R&B/Soul Single – Group, Band or Duo und Best Song of the Year.
Ein Kritiker von Cashbox beschrieb den Song als „frech und anzüglich, aber nicht besonders R&B/Poplastig“. Arion Berger von Entertainment Weekly lobte es als „unwiderstehlich“. Dennis Hunt von der Los Angeles Times fand, dass alles, was es zu bieten hat, „sexy Texte“. James Hamilton vom RM Dance Update der Music Week nannte es einen „süß gurrenden jungen Kerl, der wunderschön, sinnlich und sexy singt“. Stephen Holden von der New York Times schrieb: „‚I Wanna Sex You Up‘ hat einen schrägen Pop-Latin-Beat, der ‚Groovin‘ von den Rascals und ‚Stoned Soul Picnic‘ von Laura Nyro ähnelt, und eine durchdringende Leadstimme von Bryan Abrams, dessen Stimme der von Stevie Wonder aus den späten 1960er Jahren ähnelt.“ David Fricke vom Rolling Stone erklärte, es sei „eine raffinierte Mischung aus Doo Wop, Doo-Wah und Hip-Hop-Geklapper, so unwiderstehlich, dass man bereit ist, die völlige Banalität der Texte zu verzeihen“. Mark Frith von Smash Hits fand, dass Color Me Badd „exzellent klingen“, wenn „sie es schaffen, ins Schwitzen zu kommen“, wie bei I Wanna Sex You Up. Alex Henderson von AllMusic bezeichnete den Song als einen der „Momente“ auf dem C.M.B.-Album und beschrieb ihn als langsamen Jam, der den Rapper Slick Rick „auf ziemlich clevere“ sampelt. I Wanna Sex You Up wurde auf Platz 40 der Blender-Liste der "50 schlechtesten Songs aller Zeiten".

## Musikvideo
Der Regisseur des Musikvideos ist Lionel C. Martin. Zu Beginn des Musikvideos telefoniert eine Frau in russischer Sprache und sieht ein Video mit der Band an, im Clip bieten die Bandmitglieder das Lied in einer Stadtkulisse dar. Whrend des Videos träumt die Frau und vermischt ihre Realität mit der Fiktion im Clip, die Bandmitglieder tauchen in ihrer Wohnung auf. Dabei schmusen sie mit verschiedenen Frauen und die Frau sehnt sich nach ihnen. Kurz vor dem Ende ist die Frau auch als Sicherheitsmitarbeiterin zu sehen.

## Kommerzieller Erfolg

### Chartplatzierungen
| ChartsChartplatzierungen       | Höchstplatzierung | Wochen |
| ------------------------------ | ----------------- | ------ |
| Deutschland (GfK)              | 4 (21 Wo.)        | 21     |
| Österreich (Ö3)                | 11 (12 Wo.)       | 12     |
| Schweiz (IFPI)                 | 7 (14 Wo.)        | 14     |
| Vereinigte Staaten (Billboard) | 2 (23 Wo.)        | 23     |
| Vereinigtes Königreich (OCC)   | 1 (14 Wo.)        | 14     |

| ChartsJahrescharts (1991)      | Platzierung |
| ------------------------------ | ----------- |
| Deutschland (GfK)              | 23          |
| Vereinigte Staaten (Billboard) | 2           |
| Vereinigtes Königreich (OCC)   | 10          |

### Auszeichnungen für Musikverkäufe
| Land/Region                  | Auszeichnungen für Musikverkäufe (Land/Region, Auszeichnung, Verkäufe) | Verkäufe  |
| ---------------------------- | ---------------------------------------------------------------------- | --------- |
| Australien (ARIA)            | Gold                                                                   | 35.000    |
| Neuseeland (RMNZ)            | Platin                                                                 | 10.000    |
| Vereinigte Staaten (RIAA)    | 2× Platin                                                              | 2.000.000 |
| Vereinigtes Königreich (BPI) | Silber                                                                 | 200.000   |
| Insgesamt                    | 1× Silber · 1× Gold · 3× Platin ·                                      | 2.245.000 |

## Coverversionen
- 2000: Afrika Bambaataa
- 2003: Overground
- 2007: Lemar (Tick Tock)
- 2009: Matthew Morrison
- 2010: Cory Monteith, Mark Salling, Stephen Tobolowsky & Matthew Morrison